# Ku Hyun-jun
Ku Hyun-jun (tiếng Hàn: 구현준; sinh ngày 13 tháng 12 năm 1993) là một cầu thủ bóng đá Hàn Quốc hiện tại thi đấu as a left back cho Busan I'Park.

## Sự nghiệp câu lạc bộ
Ku ra mắt cho Busan IPark ngày 27 tháng 6 năm 2012 trong thất bại 5-2 trước Jeju United.

## Thống kê sự nghiệp câu lạc bộ
Tính đến 4 tháng 12 năm 2017
| Thành tích câu lạc bộ | Thành tích câu lạc bộ | Thành tích câu lạc bộ | Giải vô địch | Giải vô địch | Cúp     | Cúp       | Tổng cộng | Tổng cộng |
| Mùa giải              | Câu lạc bộ            | Giải vô địch          | Số trận      | Bàn thắng    | Số trận | Bàn thắng | Số trận   | Bàn thắng |
| Hàn Quốc              | Hàn Quốc              | Hàn Quốc              | Giải vô địch | Giải vô địch | Cúp KFA | Cúp KFA   | Tổng cộng | Tổng cộng |
| --------------------- | --------------------- | --------------------- | ------------ | ------------ | ------- | --------- | --------- | --------- |
| 2012                  | Busan IPark           | K League 1            | 1            | 0            | 0       | 0         | 1         | 0         |
| 2013                  | Busan IPark           | K League 1            | 1            | 0            | 0       | 0         | 1         | 0         |
| 2014                  | Busan IPark           | K League 1            | 2            | 0            | 0       | 0         | 2         | 0         |
| 2015                  | Busan IPark           | K League 1            | 11           | 0            | 0       | 0         | 11        | 0         |
| 2016                  | Busan IPark           | K League 2            | 14           | 0            | 2       | 0         | 16        | 0         |
| 2017                  | Busan IPark           | K League 2            | 19           | 1            | 4       | 0         | 23        | 1         |
| Tổng cộng sự nghiệp   | Tổng cộng sự nghiệp   | Tổng cộng sự nghiệp   | 48           | 1            | 6       | 0         | 54        | 1         |